# Düsseldorf Challenger 2008
Il Düsseldorf Challenger 2008 è stato un torneo di tennis facente parte della categoria ATP Challenger Series nell'ambito dell'ATP Challenger Series 2008. Il torneo si è giocato a Düsseldorf in Germania dal 1° al 7 settembre 2008 su campi in terra rossa e aveva un montepremi di $35 000+H.

## Vincitori

### Singolare
Kristof Vliegen ha battuto in finale  Andreas Beck con il punteggio di 6–0, 6–3

### Doppio
Jan Hájek /  Tomáš Zíb hanno battuto in finale  Lukáš Rosol /  Igor Zelenay con il punteggio di 1–6, 6–2, [10–7]